# Jemma McKenzie-Brown
Jemma McKenzie-Brown (* 2. Juni 1994 in Beverley, East Riding of Yorkshire, England) ist eine britische Schauspielerin.
McKenzie-Brown studierte seit dem Alter von elf Jahren Schauspiel an der Akademie Sylvia Young Theatre School in London. Bekannt wurde sie durch ihre Rolle in der Miniserie The Amazing Mrs. Pritchard (2006) an der Seite von Jane Horrocks und Carey Mulligan sowie als britische Austauschschülerin Tiara Gold in dem Teeniefilm High School Musical 3: Senior Year (2008). Im Jahr 2020 erklärte sie in einem Interview, sich mehr der Musik widmen zu wollen, und veröffentlichte im Januar desselben Jahres eine erste Single mit ihrer Band About Bunny.

## Filmografie
- 2006: The Amazing Mrs. Pritchard (Fernsehserie, 6 Folgen)
- 2007: M.I.High (Fernsehserie, Folge Spy Plane)
- 2008: High School Musical 3: Senior Year
- 2016: All Killer
- 2016: Doctors (Fernsehserie, Folge Field Day)
- 2019: The Rook (Fernsehserie, Folge Chapter 2)